# La Chapelle-Agnon
 La Chapelle-Agnon  es una población y comuna francesa, situada en la región de Auvernia, departamento de Puy-de-Dôme, en el distrito de Ambert y cantón de Cunlhat.

## Demografía
| 690 | 619 | 581 | 511 | 449 | 419 |
| Para los censos de 1962 a 1999 la población legal corresponde a la población sin duplicidades (Fuente: INSEE [Consultar]) |     |     |     |     |     |